# Cosmina testaceipes
Cosmina testaceipes är en tvåvingeart som beskrevs av Peris 1956. Cosmina testaceipes ingår i släktet Cosmina och familjen Rhiniidae.
Artens utbredningsområde är Madagaskar. Inga underarter finns listade i Catalogue of Life.